# 스페인의 민주화

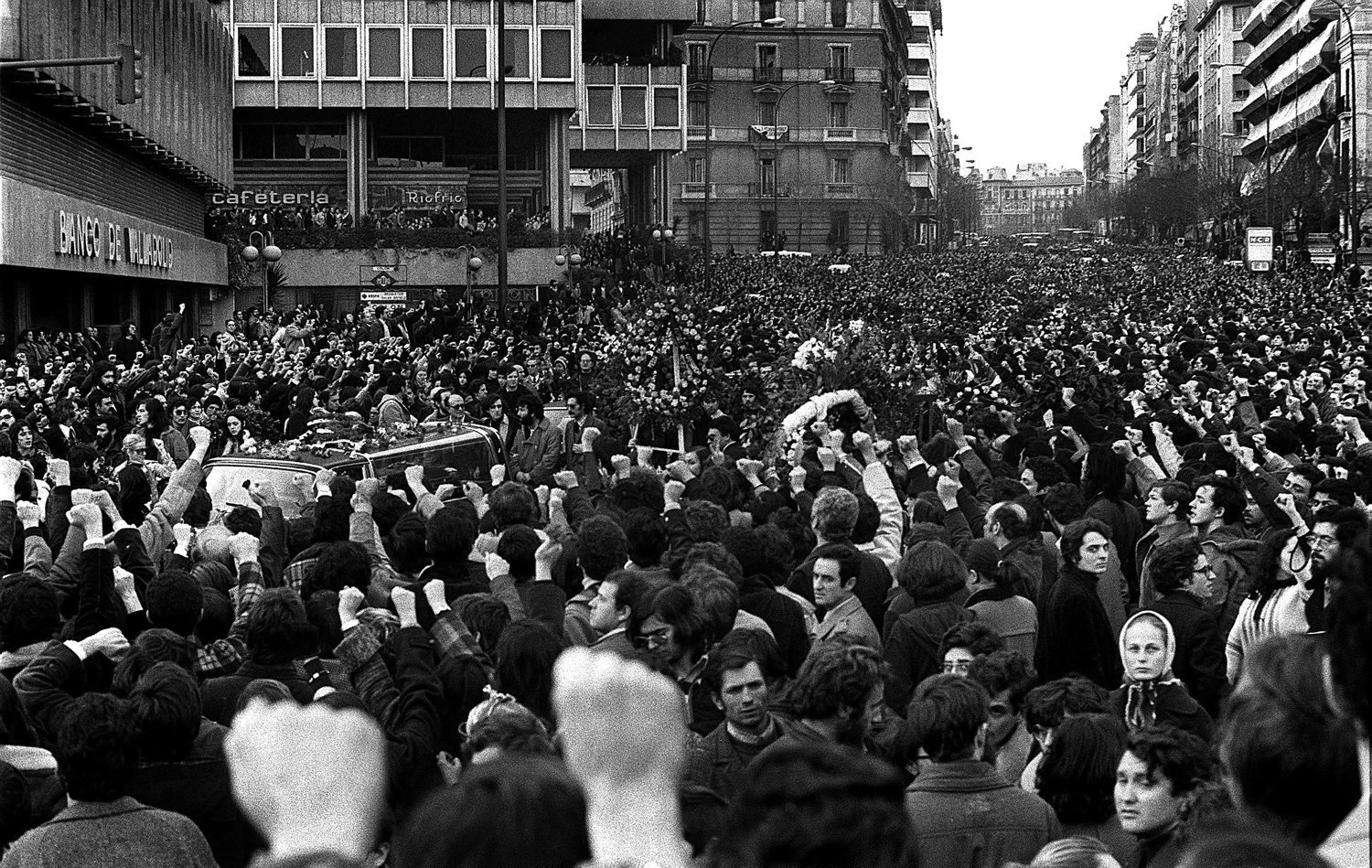

스페인의 민주화는 스페인이 독재자 프란시스코 프랑코의 통치에서 벗어나 민주주의 국가로 발돋움하는 시기를 일컫는다. 이 시기는 1975년 11월 20일 프랑코가 죽으면서 시작되었으며 1978년 공표된 스페인 헌법으로 귀결된다. 23-F 쿠데타의 진압, 1981년 2월 23일 선거, 1982년 10월 28일 스페인 사회노동당의 선거 승리 등은 민주주의로의 전환점을 상징한다.

## 국왕 후안 카를로스 1세의 정치적 역할

### 후안 카를로스 1세의 복권
프랑코의 죽음으로 후안 카를로스 1세가 왕위로 복권한다. 프랑코가 죽을 때까지 후안 카를로스 국왕은 특별한 거취표명을 하지 않았고, 프랑코가 왕정의 복귀를 선언해 다시 국가 원수로 돌아오게 되면 이를 따를 것으로 보였다. 왕위에 오르자 후안 카를로스는 가장 먼저 기존의 정치 체계 발전을 논하고자 했고 이는 1946년 부친 바르셀로나 백작 후안이 주창했던 것과 연관되어 있다.

### 민주화 진행
민주화는 국내외에서 야심차게 진행되었다. 냉전과 자본주의와 공산주의의 대립에 시달리던 서양 국가들은 미국을 필두로 하여 스페인과 여타 자본주의 국가들과 마찬가지로 입헌 군주제로 복귀한 스페인의 국제 사회 등장을 반겼다. 외부 세력의 입장에서 또한 스페인 국내에서 프랑코의 치하 하에 있던 많은 사람들은 국왕의 결정이 경제와 정치의 부강함을 다지는 초석이 될 것으로 생각했다.

### 민주화의 장해
그럼에도 불구하고 스페인 내전의 여파가 당시까지도 분명히 치유되지 못했던 것은 민주화의 크나큰 장해가 되었다. 극우세력인 프랑코주의자들은 스페인 군부의 지원 하에 여전히 적잖은 힘을 행사하고 있었고, 반대로 극좌 세력은 후안 카를로스를 신뢰하려 들지 않았다.
따라서 민주화의 정착은 극좌 세력이 국왕에 대한 혹은 정부 수장에 대한 극단적인 생각을 버리는 것과 군부가 극우 세력을 감싸고 도는 정치적 도발 행위를 멈춰야만 가능했다.
처음에 후안 카를로스는 프랑코 시대의 사법 구조를 깨부수지 않은 채로 국정에 임했다. 그는 애초에 프랑코 시대의 유일한 법적 정당이던 팔랑헤 당의 원칙에 서약했고 프랑코주의자들 앞에서 왕위를 승계받아 당시 의회와 헌법을 존중하기로 약속했다. 이는 그가 민주화 헌법을 위해 어느 정도의 노력을 기울였음을 후대 의회가 인정하고서 그의 연설 중에 발표됐다.

## 아돌포 수아레스 내각(1976 7월 - 1977 6월)
왕실위원회 의장이던 페르난데스 미란다는 정부 내각의 수장으로 세 후보를 물색하던 중 아돌포 수아레스를 임명했다. 국왕은 일련의 국정 과제를 수행하는 데 수아레스가 적격이라고 판단했다. 일단 의회의 프랑코주의자들을 설득해야 했고, 프랑코 체제를 무너뜨려 민주주의의 정착을 꾀해야 했다. 이러한 계산 하에 그는 잔존하던 정치 체계를 형식적으로 유지하는 선에서 군사 쿠데타를 막으려 했다.
수아레스는 두 가지에 초점을 맞춰 정치 개혁에 착수했다:
- 정치 개혁법 제정: 스페인 국민투표를 통해 의회에서 승인되면 개정이 이뤄지고, 헌법과 법령의 공표로써 자유주의 스페인을 구현하는 데 목적을 둔다.
- 1977년 6월 민주주의 선거 실시: 의회가 새로운 민주주의 헌법을 제대로 집행했는가에 대한 신임

수아레스가 계획했던 프로그램은 명백했고 모호하지 않았지만 그 현실성은 정치적 능력을 시험대에 올렸다. 야당을 설득해야했을 뿐 아니라 군부의 간섭을 받지 않은 채로 정치적 중립성을 지켜야 했고 그 동시에 바스크 지방의 분란을 통제할 능력까지 갖춰야 했다. 이러한 일련의 어려움에도 불구하고 특별한 어려움 없이 1년 안에 그는 대부분의 계획을 성공했고 많은 도전 과제를 해결해나갔다.

### 정치 개혁을 위한 입법
정치 개혁법 초안은 의회에서 연설을 하며 수아레스 내각에 1976년 7월 의견안을 제출한 토르쿠아토 페르난데스-미란다의 법안이었다. 법안은 1976년 9월 승인된다. 의회민주주의의 문을 열기 이전에 입법 절차는 정치 시스템을 기존의 것을 아예 없애 이룰 것만은 아니었다. 프랑코 체제주의자와 잔존하던 프랑코주의자들의 의회를 평정할 필요가 있었던 것이다. 11월 페르난데스 미란다가 의장을 맡으면서 법령에 대한 광범한 토론이 이뤄졌고 전체 득표 중 425표의 찬성, 59표의 반대, 13표의 기권으로 가결되었다.
수아레스 정부는 개혁을 통해 더 높은 정당성을 확보하게 된다. 1976년 12월 15일 77.72%의 득표율로 이 중 94%의 투표자가 헌법 개정에 동의했다. 이 순간부터 선거구 착수와 민주주의 선거를 위한 내각의 두 번째 목표가 시작되었다. 이는 스페인 하원을 선출하여 민주주의 헌법에 실질적인 역할을 할 사람들을 뽑을 수 있게 되었음을 의미했다.
이 성공을 시작으로 수아레스는 정치적 결단을 해야 했다. 민주화 자체에 애초부터 참여하지는 않았던 야당과 연립을 잡을 것인가가 하나였고 반프랑코주의 야당을 어떻게 포섭할 것인가가 다음 과제였다.

### 야당과 수아레스 내각의 관계
여러 정책에 대해서 수용의사를 밝히면서 수아레스는 그의 정치 프로젝트에 정당성을 부여하고자 한다. 1976년 7월 부분적인 정치 사면을 허용하면서 400명을 석방했다. 1977년 3월 이를 확대하여 같은해 5월 해당 정책을 마무리 짓는다. 1976년 12월 프랑코 정권하의 비밀경찰조직이던 Tribunal de Orden Público(TOP)를 해산했고 1977년 3월 파업과 집회가 법령으로 규정되면서 노동조합의 교섭권이 다음 달에 공표된다. 이 달에는 선거법이 발표되면서 스페인의 선거 체계가 공식적으로 출범하고 자유주의와 의회민주주의를 구현하는 다른 서방국가들과 맥락을 같이 하게 된다.
정부가 여러 종류의 계획을 실천하면서 수아레스는 야당 정당들이 1974년 처음에 요구했던 몇 가지 사안에 협의하기 시작한다. 이들 야당들은 1976년 11월 민주주의 단체들을 설립하기 위한 초기 작업에 착수하기 위해 회동했다.
수아레스는 스페인사회노동당 총장이던 펠리페 곤잘레스를 1976년 8월 만나면서 야당과의 접촉을 시작했다. 사회당수의 긍정적인 반응은 수아레스 내각이 정치적 결단을 내리는 데 청신호였지만 거의 대부분의 사람들이 인식했던 가장 큰 정치적 문제는 스페인 사회당의 인정에 관한 것이었다. 당시에는 많은 활동가들 중 공산당 인사들이 어떤 정당보다도 넓게 네트워크를 갖추고 있었다. 수아레스는 이를 해결하고자 군부 참모들과 만나 공산당 승인을 논의했지만 그 반대는 극심했다.
스페인 공산당은 정당의 의견 표출을 위해 그 활동을 더욱 확대하고 있었다. 공산주의자들의 생각에는 정치개혁을 위한 헌법 개정 논의는 도리어 반민주주의였고 하원 선거는 야당의 정치력을 표출할 기회로서 작용해야 하지만 그렇지 않다고 판단되었다. 이유는 야당이 정치 개혁 자체에 대해 미진한 활동을 보이고 있었기 때문이었다. 수아레스는 야당 세력들과의 문제를 원만하게 해결하기 위해 정치 생명을 걸어야만 했다.
1976년 12월 사회노동당은 27차 의회의 활동을 경축했고 공산당의 요구에 따라 다음 하원 선거 때 참여한다는 확약을 한 채로 자진 해산하기 시작한다. 1977년 연초, 선거를 앞두고 수아레스는 공산당을 합법화하는 데에 대해 정면으로 나서고자 했다. 아토차 학살이 노동쟁의주의자와 공산주의자에 대한 반감으로 시작되어 일어나면서 수아레스는 공산당 총수이던 산티아고 카리요와 회동했다. 카리요는 애초의 요구와 선거 이후의 안전 보장 등 어떠한 추가 요구를 달지 않고 수아레스와 협력할 의사가 있었으므로 수아레스는 본격적으로 가장 위험한 정치 행동에 나서야 했다.

### 군부와의 관계
당시 주력 언론지들은 군부 인사들과 내통하고 있는 관계였고 군부는 이들 매체를 어용으로 삼아 군부의 입장을 대변하고 통제하는 역할을 했다. 이에 수아레스 내각은 군부의 행동이 군사력으로 촉발되면 돌이킬 수 없는 폭발력을 가질 것임을 파악하고 있었다.
이를 타개하고자 그는 군부의 민주주의 옹호 세력과 결탁하여 디에스 알레그리아 장군을 필두로 결집하고자 했다. 수아레스는 이들에게 더 많은 책임감을 부여하고자 진급 등의 혜택을 주었다. 또다른 인물은 마누엘 구티에레스 메야도 장군이었다. 그러나 1976년 7월 당시 국방부 부장관이던 페르난도 데 산티아고 장군은 극우세력의 핵심인물로서 7월 군재판 관련 인사를 석방하자 분개했다. 이에 수아레스는 그를 해임시키고 메야도 장군을 부장관에 임명했다. 때문에 수아레스 내각에 대한 군부의 반발이 극심해졌고 공산당 입법화가 가시화되자 반내각 분위기는 극에 달했다.
부장관이 된 메야도 장군은 정치 개혁을 지지하는 간부들을 승진시키는 한편 프랑코주의를 표방하려 들었던 과거 비밀 경찰 세력과 지휘관들을 일선에서 배재하는 작업에 착수했다. 수아레스는 군대가 아나키즘도 혁명도 아닌 정치 평준화의 한 모습으로 남아있기를 바랐다.

### 테러리즘의 부활
바스크 지방은 상대적으로 정치적 소요가 잦았다. 수아레스는 바스크 지방의 정치범들에 대한 사면을 승인했지만 경찰과 시민들의 다툼은 그칠 줄 몰았다. 더군다나 에타가 프랑코 사후 잠잠하던 활동을 10월에 재개하면서 1978~1980년은 사상 최악의 테러가 빈번하게 일어났다. 1976년 12월~1977년 1월은 계속된 반정부 공격으로 스페인 치안 상태가 극도로 악화된 시기였다.
마오쩌둥주의를 표방했던 그라포는 무장 투장을 시작하면서 공공 건물을 겨냥한 폭탄 테러를 하다 국가위원회 의장이던 호세 마리아 데 오리올과 군사정의상임위원장이던 헤네랄 비야에스쿠사를 납치했다. 이들 중에는 신파시스트가 포함되어 있었고 1977년 아토차 학살의 일환으로 6명의 공산당원을 죽였다. 이들 중 5명은 노동변호사였다.
이러한 폭력 사태가 치닫자 수아레스는 야당 인사들과 회동하면서 테러리즘에 대한 비난을 결의하고 내각에 지지를 표명할 것을 요청했다. 분란이 극심했던 시기에 군 어용매체이던 벙커는 국가가 카오스에 직면했다고 선언했다.
폭력 사태에도 하원 선거는 1977년 6월 예정대로 치러졌다.

## 헌법 선포를 위한 첫 선거
바스크지방주의당과 카탈루냐민주당 등이 각 지역에서 승리하면서 각 지방의 지역주의를 표방하는 세력들이 선거에서 주도권을 잡기 시작한다.
스페인 의회는 1977년 여름 헌법 초고를 작성하기 시작했다. 1978년 몬클로아 협약이 통과되면서 정당과 정치인, 노동조합은 민주화 진행 과정 하에서 경제 정책을 조정하고자 하는 데 합의한다. 스페인 헌법은 1978년 12월 6일 승인되어 공표된다.

## 민주중도연합 정부
수아레스가 이끌던 민주중도연합이 절대 다수는 아니였지만 1977년 6월과 1979년 3월 선거에서 승리했다. 절대 다수가 아니었기에 수아레스 세력은 다른 당과의 연립정권 구성을 해야 했다.
1979년은 정부 출범 후 내각과 정당 내 구성 완료르 위해 많은 시간이 소요됐다. 1980년 민주화를 위한 대부분의 정책을 해결하였고 이에 따라 더 많은 의제를 발굴해낼 여력이 부족해졌다. 많은 당원들은 상당히 보수적이었고 더 많은 변화를 원치 않았다. 일례로 이혼을 명문화하는 데 당내 분열도 심했으며 결국 중도연합은 해체한다.
당내 결집력이 줄어들고 충돌이 일어나자 수아레스의 권위 또한 상실되었다. 1981년 그 긴장이 폭발하면서 수아레스는 내각에서 사임하고 새로운 내각의 수장이자 중도연합세력의 대표로서 레오폴도 칼보 소텔로가 취임한다. 이에 따라 사회민주주의 세력은 연립에서 탈퇴한다.

## 사회노동당 내각
칼보 소텔로는 의회를 해산하고 1982년 10월 선거를 열었다. 1979년 선거에서 중도연합세력이 다수를 차지했지만 1982년에는 참패했다. 1982년 총선에서는 사회노동당이 절대 다수의 의석수를 확보했고 이는 몇 년 전부터 대안 정부의 이미지를 홍보한 전략의 승리였다.
28차 의회가 1979년 사회노동당 주도로 열렸고 총수 펠리페 곤잘레스는 당 전반에 흐르던 혁명적 요소에 대해 더 이상의 활동 의지가 없어 사퇴했다. 9월에는 특별 이회가 열러 중도 세력을 중심으로 정당이 재편되면서 사회노동당의 노선 중 공산주의의 요소는 사라져 곤잘레스가 다시 주도 세력으로 떠오른다.
1982년 사회노동당은 중도 세력으로의 결집을 밝혔고 민주중도세력에서 떨어져 나온 사회민주주의 인사를 영입했다.
의회 선거에서 1982, 1986 연속으로 대승을 거두었고 1989년에는 딱 절반을 확보하면서 사회노동당은 다른 의회 정당들과 함께 여러 입법 절차를 집행하고 관리하는 데 초점을 둔다. 이러한 역할을 바탕으로 사회노동당은 변화(el cambio)라는 정치 목표를 달성한다. 동시에 여러 지역과 지방의 변화와 관리도 진행했다. 대다수의 정치력이 확보된 상태에서 사회노동당은 국정의 안정과 평화를 누렸다.

## 같이 보기
- 메타폴리테프시

## 자서전
- Josep M. Colomer. Game Theory and the Transition to Democracy. The Spanish Model, Edward Elgar, 1995.
- Daniele Conversi. 'The smooth transition: Spain's 1978 Constitution and the nationalities question', National Identities, vol. 4, no 3, November 2002, pp. 223–244
- Richard Gunther ed. Politics, Society, and Democracy: The Case of Spain. Boulder, Co.: Westview.
- Paul Preston. The Triumph of Democracy in Spain. London: Routledge, 2001.
- Javier Tusell. Spain: From Dictatorship to Democracy. London: Blackwell, 2007.
- Historia de un Cambio